# Gryphée (fossile)
Gryphaea
Genre
Gryphaea (gryphée en français) est un genre fossile de mollusques proches de l'huître, ayant vécu du Ladinien du Trias moyen à l'Éocène supérieur. On retrouve fréquemment de grandes quantités de fossiles de Gryphaea qui s'accumulent sous forme de lumachelles en particulier au Jurassique, par exemple au Sinémurien, au Toarcien, à l'Aalénien...
Étroits et crochus, on les appelait autrefois « griffes du diable ».

## Description

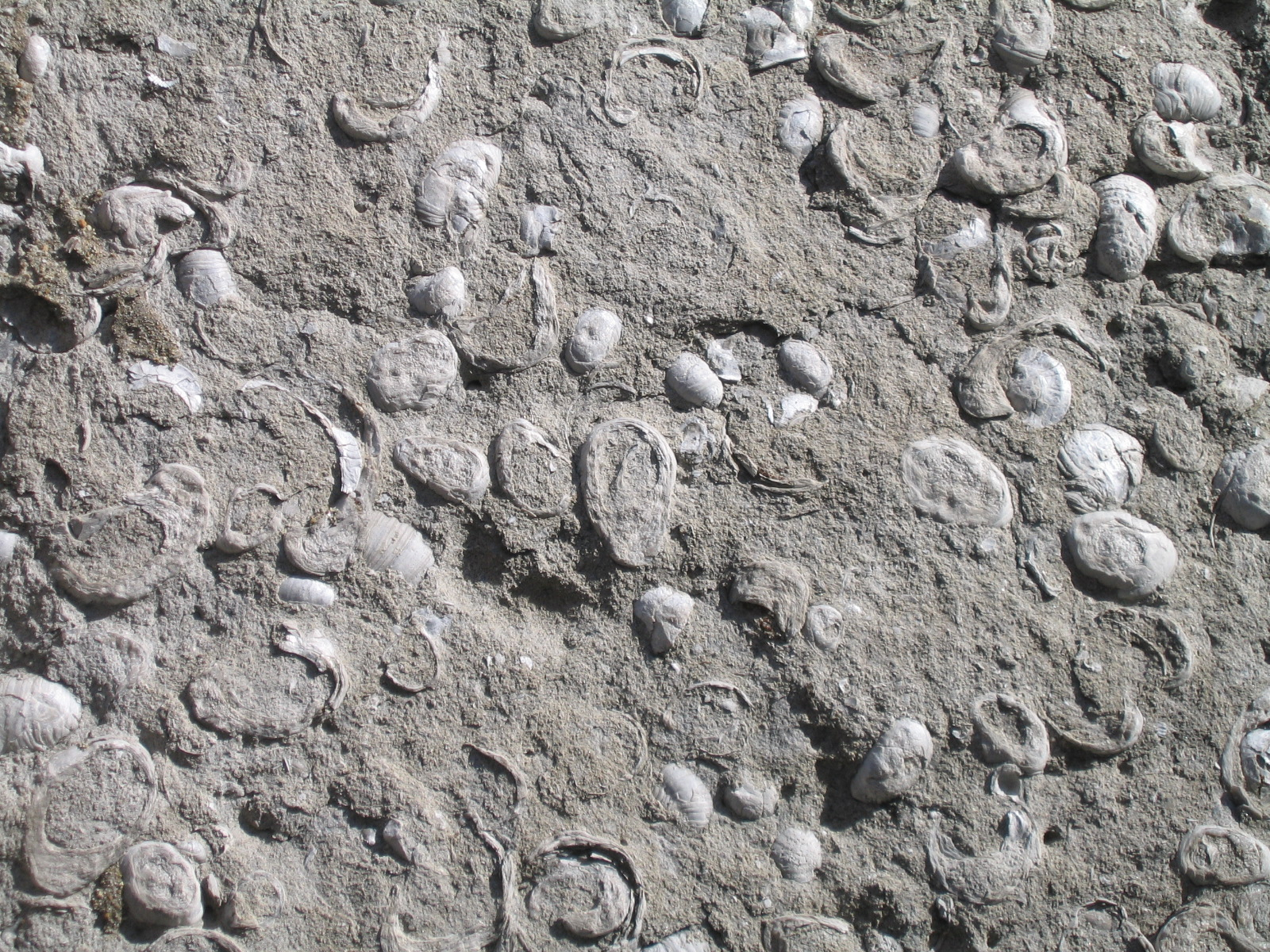
Mur en calcaire à gryphées dans la région lyonnaise (à Oullins). Issu des carrières des Monts d'Or du Lyonnais, cette roche d'âge sinémurien est un véritable cimetière de millions d'huîtres. Certains bancs donnent des gryphées avec une valve gauche qui prend la forme d'une virgule dans les roches sciées.

Il s'agit d'un mollusque bivalve à coquille inéquivalve comme Rastellum, sub-équilatérale au plan de commissure surélevé. Elle est de type monomyaire, dispose d'une charnière dysodonte, d'une aire ligamentaire striée et est recouverte de stries de croissance souvent bien visibles. La valve gauche très bombée est courbée en crochet ou griffe et la droite est plate et petite en forme d'opercule.

## Évolution
« Par leur abondance tout au long du Jurassique et la qualité habituelle de leur fossilisation, les Gryphées ont
fait l’objet de nombreuses études et plusieurs modèles évolutifs ont été testés (Johnson, 1993, 1994)… Le genre Gryphaea se différencie très vraisemblablement à la base de l’Hettangien à partir du genre Liostrea (en). Il disparaît dans la partie moyenne de l’Oxfordien ».

## Liste d'espèces
Selon Paleobiology Database en 2023, le nombre d'espèces référencées est de vingt-sept :
- Gryphaea accipter Anderson, 1958
- Gryphaea arcta Braun, 1841
- Gryphaea arcuata Lamarck, 1801, gryphée arquée[5] ;
- Gryphaea arcuataeformis Kiparisova, 1936
- Gryphaea avicularis Münster, 1841
- Gryphaea balli Stefanini, 1925
- Gryphaea bilobata Sowerby, 1835
- Gryphaea brongniarti Bronn, 1831
- Gryphaea colombiana Clark and Durham, 1946
- Gryphaea costellata Douvillé, 1916
- Gryphaea cymbium Lamarck, 1819
- Gryphaea distorta Anderson, 1958
- Gryphaea eversa Melville, 1843
- Gryphaea gigantea Sowerby, 1823
- Gryphaea keilhaui Boehm, 1903
- Gryphaea kenkerensis Bychkov and Nechitailenko, 1985
- Gryphaea mccullochi Sowerby, 1826
- Gryphaea mucronata Gabb, 1869
- Gryphaea mutabilis Morton, 1828
- Gryphaea navia Gabb, 1861
- Gryphaea nevadensis McRoberts, 1992
- Gryphaea obliquata Sowerby, 1815
- Gryphaea orientalis Forbes, 1846
- Gryphaea pitcherii Morton, 1834
- Gryphaea planoconvexa Whitfield, 1876
- Gryphaea plicata Lamarck 1819
- Gryphaea stomatoidea Forbes, 1846

Les deux espèces Gryphaea dilatata Sowerby, 1818[réf. nécessaire] et Gryphaea dilobotes restent à confirmer.

## Calcaire à gryphées
Les gryphées, très abondantes dans certains dépôts lumachelliques du Lias, caractérisent le calcaire à gryphées.
Dans Lyon (et sa région), on trouve des constructions anciennes (seuils de portail)  en calcaire à gryphées : Elle proviennent d'anciennes carrières situées dans les Monts d'Or.

## Galerie

Quelques espèces fossiles du genre Gryphaea.
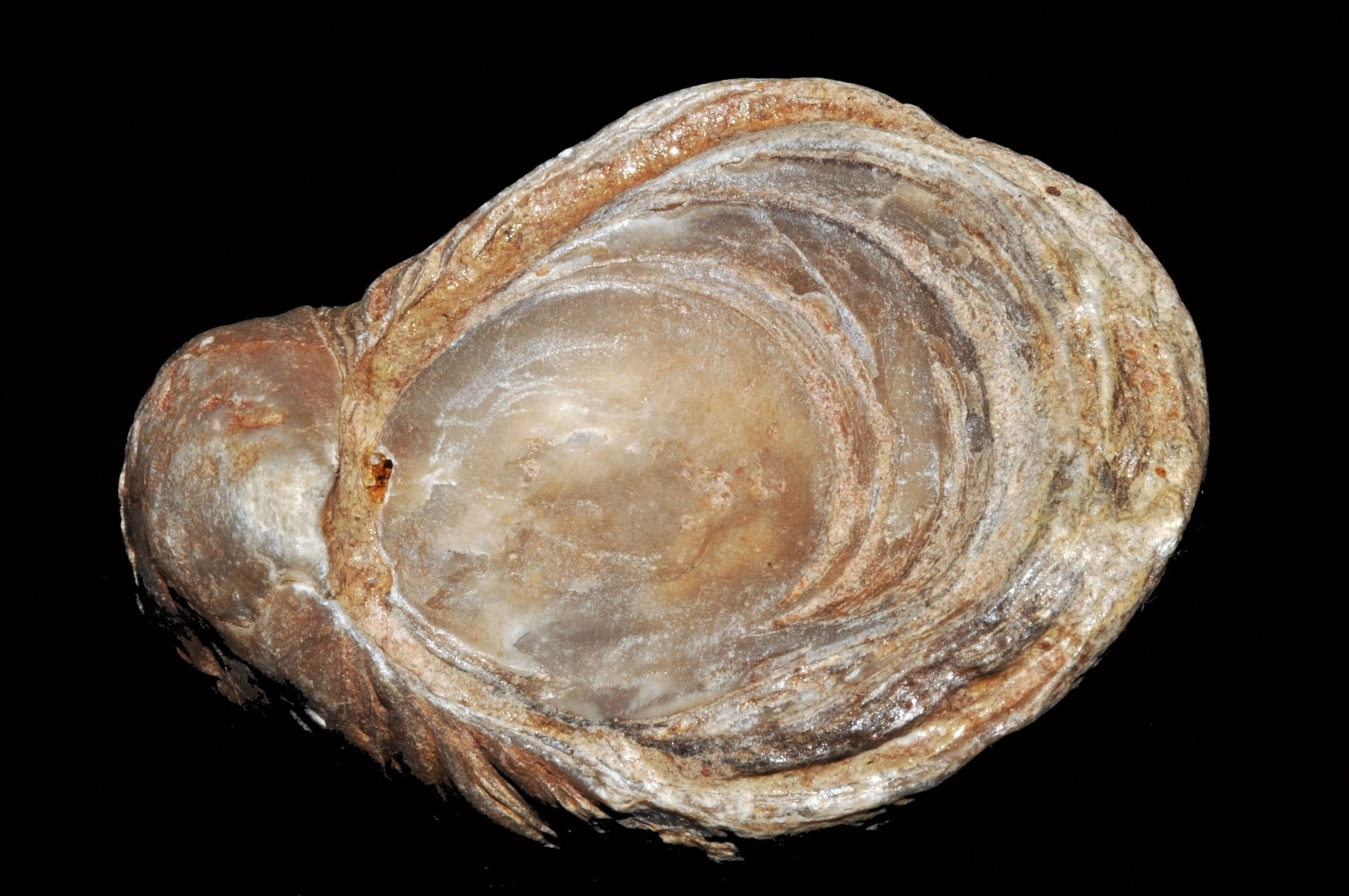
Gryphaea arcuata.
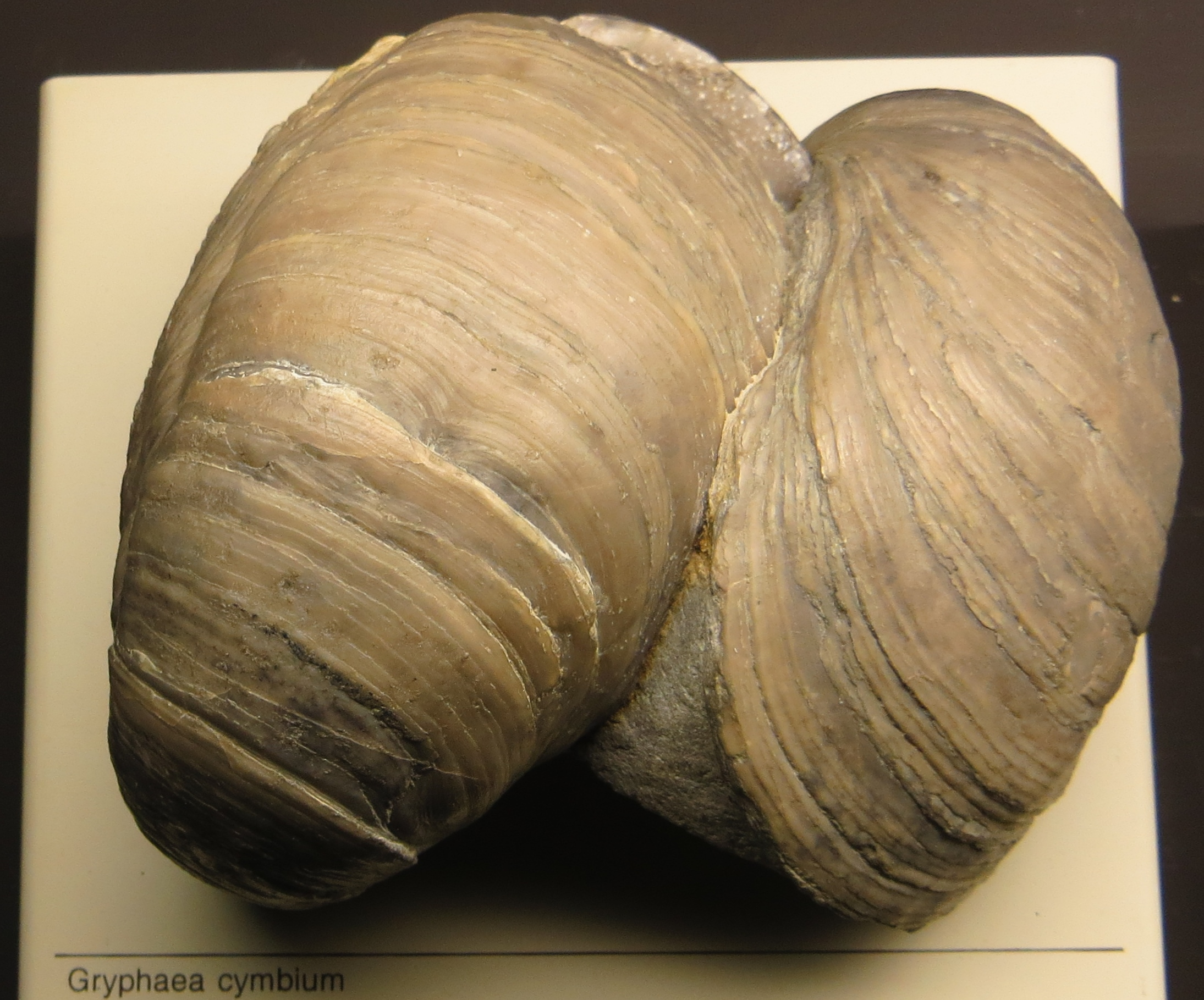
Gryphaea cymbium.
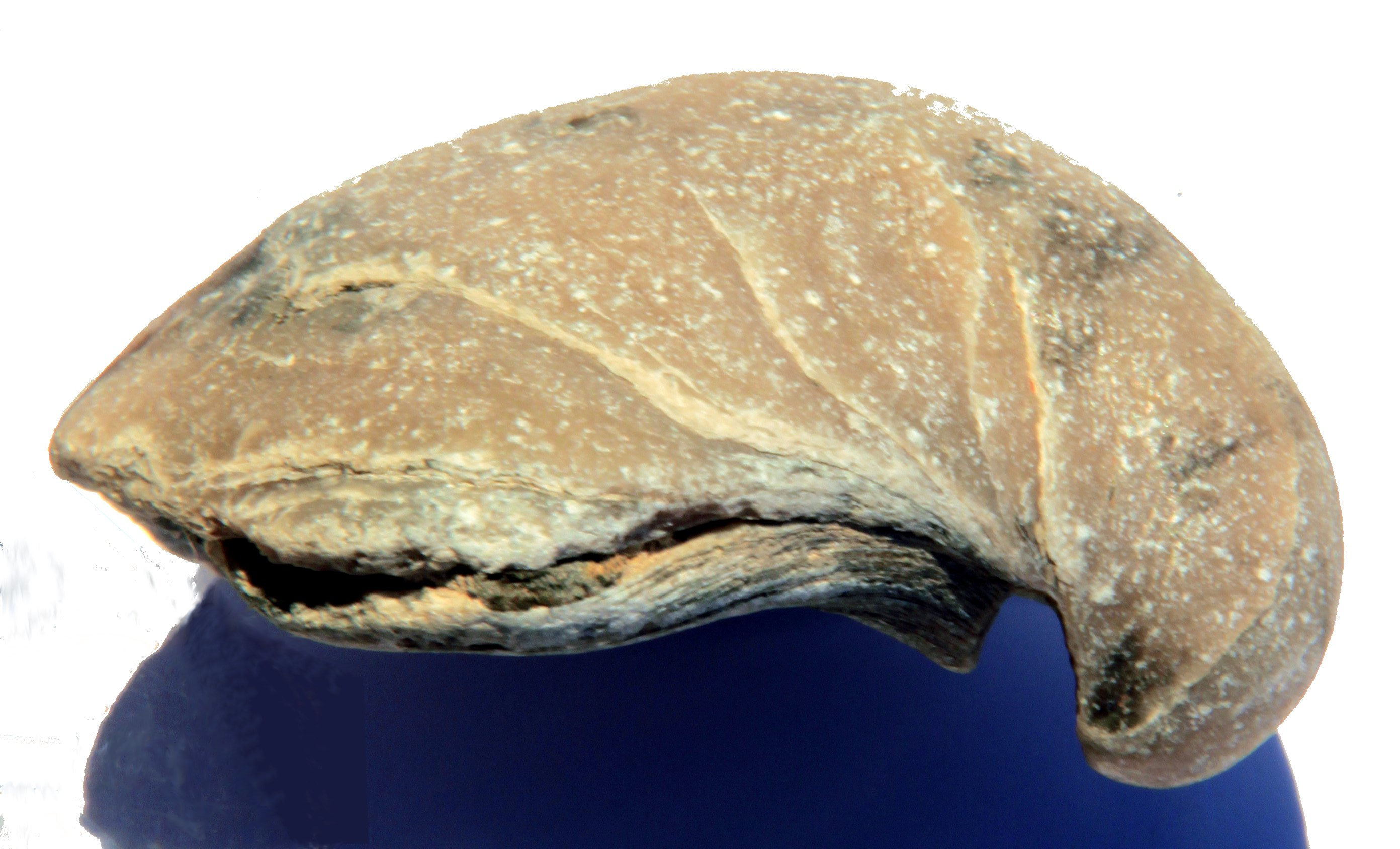
Gryphaea dilatata.
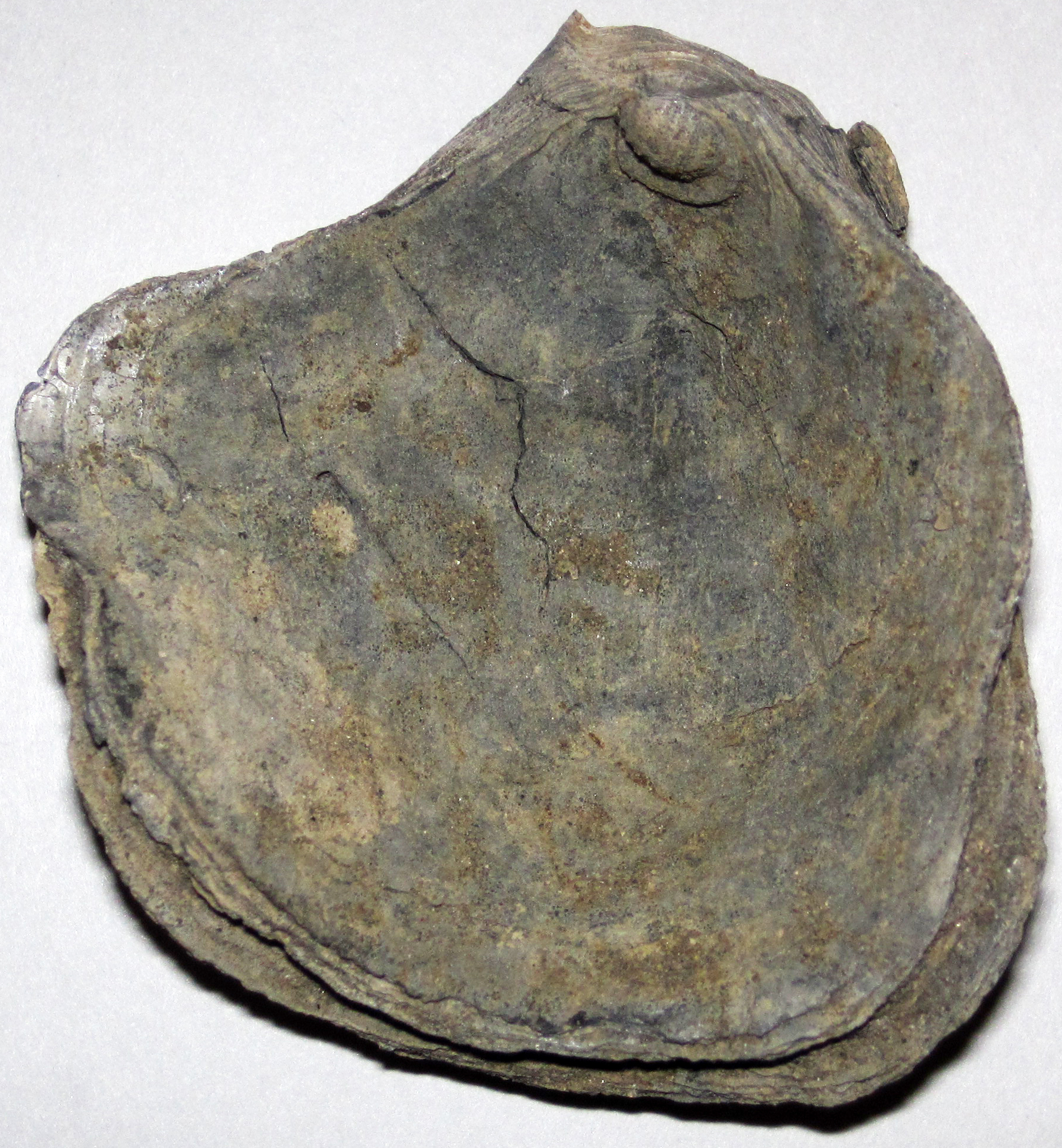
Gryphaea dilobotes.

### Publication originale
- [1801] Jean-Baptiste Lamarck, Systême des Animaux sans vertèbres ou Tableau général des classes, des ordres et des genres de ces animaux, Paris, Muséum d'histoire naturelle, Deterville, libraire, rue du Battoir, n° 16 quartier de l'Odéon, 1801 (an ix).